# Johann Hermann Lestocq
Johann Hermann Lestocq (fr. Jean Armand de L’Estocq − født 29. april 1692 i Celle, Hannover ; død 23. juni 1767 i Sankt Petersborg) var greve, kejserinde Elisabeth af Ruslands livlæge og mangeårige højtbetroede yndling. Af Karl 7. udnævnt til tysk rigsgreve.
Han var søn af en huguenot, der var udvandret fra Frankrig efter det nantiske edikts ophævelse og havde nedsat sig som læge i Celle. Lestocq, der studerede medicin og blev læge, var et godt hoved, let og utvungen i sin optræden, fuld af fransk livlighed, i besiddelse af en mærkelig evne til at kunne finde sig til rette under alle forhold, letsindig og frivol, men tillige ærgerrig og higende efter hurtigst muligt i at gøre sin lykke på en eller anden måde.
Da han mente at have bedst udsigt til at nå sine ønskers mål i Rusland, trådte han i zar Peters tjeneste som læge og vandt snart zarens velvilje, men særlig yndest skaffede han sig hos Peters ægtefælle Katharina. Hans letfærdige levevis forledte ham imidlertid til ubesindigheder, der berøvede ham zarens gunst, og 1718 blev han forvist til Østrusland. Først efter Peters død i 1725 blev han tilbagekaldt af sin gamle velynder Katharina og ansat som læge hos hendes datter Elisabeth.
Med stor behændighed vidste han, nærmest ved sine selskabelige talenter, at gøre sig uundværlig hos storfyrstinden og blev snart hendes yndling og fortrolige rådgiver; herved blev han draget ind i det virvar af intriger og rænkespil, der gennemkrydsede det russiske hof, og kom på et afgørende punkt til at spille en hovedrolle i Ruslands historie. Da nemlig efter Birons fald Anna Leopoldowna var blevet regent i Rusland, troede Lestocq, at tiden nu var kommet til at virkeliggøre sin længe nærede store plan: at sætte Elisabeth på Ruslands trone. Drevet frem af sin ærgerrighed og kraftig støttet af den franske regering, der i ham så et brugbart redskab for sine planer, overvandt Lestocq endelig Elisabeths betænkeligheder og satte natten til 6. december 1741 det dristige statskup i scene.
Efter Elisabeths tronbestigelse blev Lestocq gehejmeråd, første livlæge og chef for det medicenske kollegium, fik kejserindens portræt i brillanter samt betydelige donationer og blev af Karl 7. udnævnt til tysk rigsgreve. Men snart efter mærkede han, at hans indflydelse begyndte at tage af. Bestushef og andre russiske stormænd så skævt til den fremmede, og efter at have fået vished om hans alt andet end uangribelige adfærd lykkedes det dem til sidst at få ham styrtet i 1748. Under påskud af, at Lestocq havde indladt sig på anslag mod kejserinden, blev han afsat fra sine embeder, mistede hele sin formue og blev forvist til Nordrusland.
Peter 3. kaldte ham 1762 tilbage og indsatte ham atter i hans værdigheder. Vel fik han ikke sine godser og sin formue tilbage, da Peter 3. snart blev ryddet af vejen; men han opnåede at få en pension på 7000 rubler og en landejendom i Livland, som Katharina 2. skænkede ham.